# Carta geografica completa di tutti i regni del mondo

Carta geografica completa di tutti i regni del mondo

Kunyu Wanguo Quantu (cinese: 坤輿萬國全圖; pinyin: Kūnyú Wànguó Quántú; letteralmente "Una mappa dei diecimila Paesi del mondo"; italiano: Carta geografica completa di tutti i regni del mondo) è il più antico mappamondo cinese nello stile delle mappe europee. È stato stampato per la prima volta in Cina, nel 1602, da Matteo Ricci, su richiesta dell'imperatore Wanli.
La mappa è stata creata fondamentale per ampliare la conoscenza del mondo cinese, continuando a dispiegare la sua influenza anche in Giappone, dove fu esportata.

## Storia
La prima mappa del mondo completa del continente americano nella storia cinese, denominata Yudi Shanhai Quantu (輿地山海全圖) fu realizzata a Zhaoqing nel 1584 da Matteo Ricci con la collaborazione di alcuni scienziati cinesi. Ricci possedeva una piccola mappa da parete italiana e ne realizzò delle copie cinesi su richiesta del governatore di Zhaoqing, Wang Pan.
Il 24 gennaio 1601, Ricci fu il primo gesuita - e uno dei primi occidentali - ad entrare a Pechino. Portò con sé atlanti dell'Europa e dell'Occidente ignoti ai suoi ospiti. I cinesi gli fornirono mappe dell'Est che erano altrettanto sconosciute agli studiosi occidentali.
Nel 1602, su richiesta dell'imperatore Wanli, Ricci collaborò con il mandarino Zhong Wentao, Li Zhizao e altri studiosi cinesi alla creazione della sua terza e più grande mappa mondiale, il Kunyu Wanguo Quantu.
In questa mappa, la conoscenza geografica europea, nuova per i cinesi, venne combinata con informazioni cinesi sconosciute agli europei. Tra l'altro, fu questa mappa a rivelare ai cinesi l'esistenza dell'America.
Secondo John D. Day, Matteo Ricci allestì quattro edizioni di mappe del mondo cinesi durante la sua missione in Cina prima del 1603:
1. una xilografia del 1584 fatta a Zhaoqing, denominata Yudi Shanhai Quantu;
2. una mappa del 1596 scolpita su una stele, denominata Shanhai Yudi Tu (山海 輿 地圖);
3. una versione riveduta del 1600, denominata Shanhai Yudi Quantu (山海 輿 地 全 圖) e incisa da Wu Zhongming;
4. un'edizione più grande e raffinata della mappa del 1584, pubblicata nel 1602 in sei pannelli stampati a Pechino, denominata Kunyu Wanguo Quantu;[6][7][8]

Diverse edizioni del Kunyu Wanguo Quantu furono stampate nel 1602. La maggior parte delle mappe originali sono andate perse. Solo sei copie originali della mappa sono note. Di queste solo due sono in buone condizioni: una prima conservata nella Collezione Apostolica della Biblioteca Vaticana e una custodita presso la Biblioteca Bell James dell'Università del Minnesota. La copia del 1602 conservata in Vaticano è stata riprodotta da Pasquale d'Elia nel libro Il mappamondo cinese del P. Matteo Ricci, S.I., nel 1938. L'opera di d'Elia contiene anche traduzioni italiane dei colofoni sulla mappa, un catalogo di tutti i toponimi, e note dettagliate relative alla loro identificazione.
Altre copie della mappa del 1602 si trovano: 
1. in Giappone, presso la Collezione Universitaria di Kyoto;
2. nella raccolta della Biblioteca della Prefettura di Miyagi in Giappone;
3. nella raccolta della Biblioteca del Gabinetto del Giappone;
4. in una collezione privata a Parigi, in Francia.[3]

Non esistono esempi originali della prima versione del planisfero in Cina, dove Ricci fu sepolto.
Non si sa quanto questi planisferi siano stati diffusi in Cina: l'unico autore che abbia mai azzardato una stima è Ricci stesso, nel suo trattato Dell'Entrata, non scevro da toni propagandistici ed esageratamente enfatici riguardo ai suoi successi personali - egli stimò, senza portare nessuna prova, che fossero state ristampate più di mille copie dell'edizione del 1602.  Il governatore generale di Guizhou riprodusse una copia della mappa in un libro su Guizhou pubblicato a Guiyang nel 1604. Rarissime copie sono conservate in Occidente, e solo come curiosità (giacché quasi nessuno sapeva leggere il cinese) anche perché dal punto di vista tecnico non reggevano il confronto con i planisferi prodotti in Europa. 
Varie versioni della mappa sono state esportate in Corea e in seguito in Giappone. La prima copia coreana venne portata da Pechino da alcuni ambasciatori nel 1603. Una copia molto dettagliata di due pagine colorate della mappa, nota in giapponese come Konyo Bankoku Zenzu, venne realizzata in Giappone intorno al 1604 da un autore anonimo.

## Galleria d'immagini

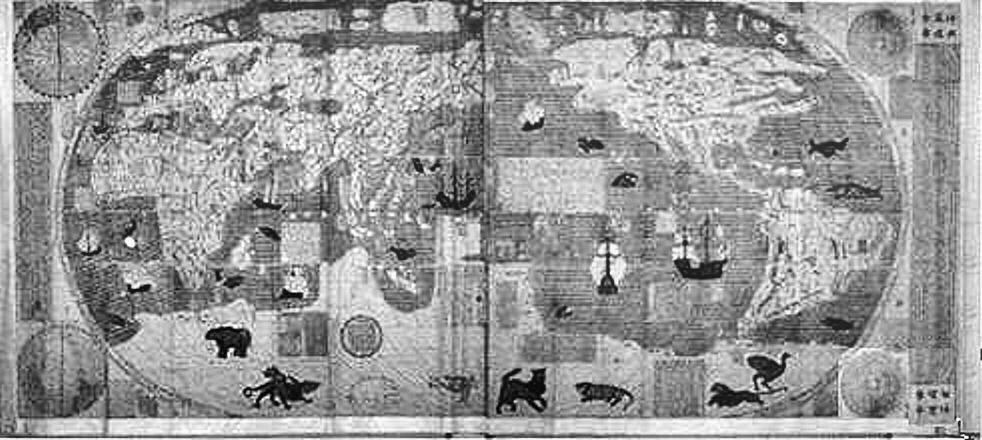
Edizione sconosciuta o copia della mappa realizzata da Ricci nel 1602
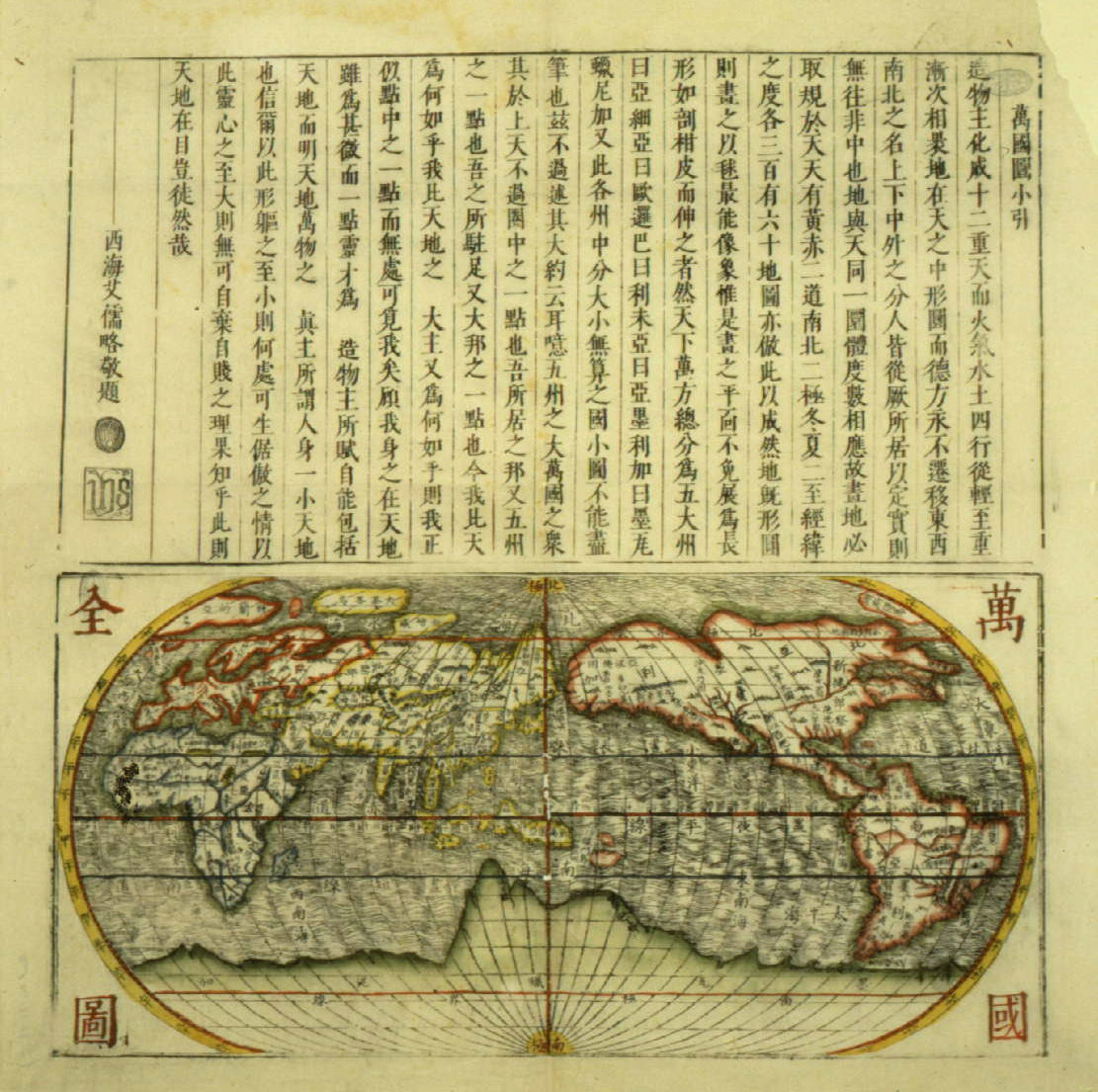
La mappa Wanguo Quantu del 1620, realizzata da Giulio Aleni, il cui nome cinese (艾儒略) appare nell'ultima colonna a sinistra, al di sopra del simbolo IHS.
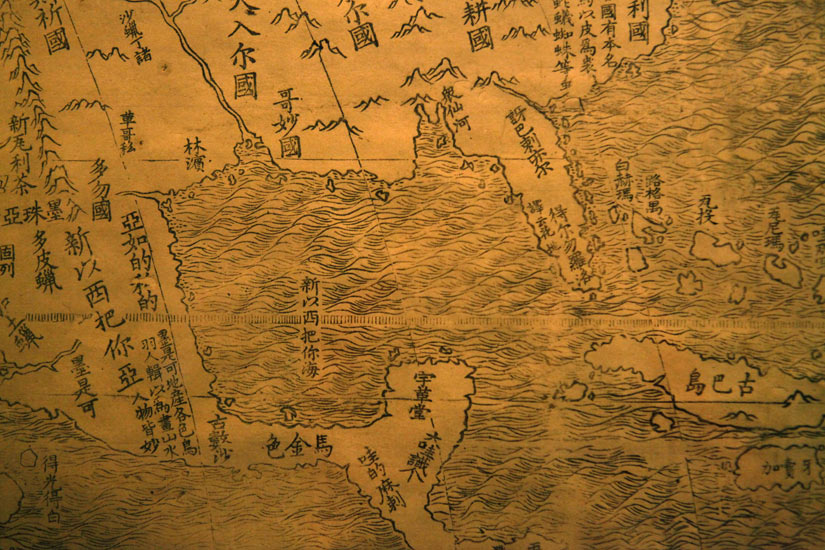
Mappa di Ricci del 1602 - particolare rappresentante il Golfo del Messico, la Florida, Cuba, lo Yucatan e il Messico
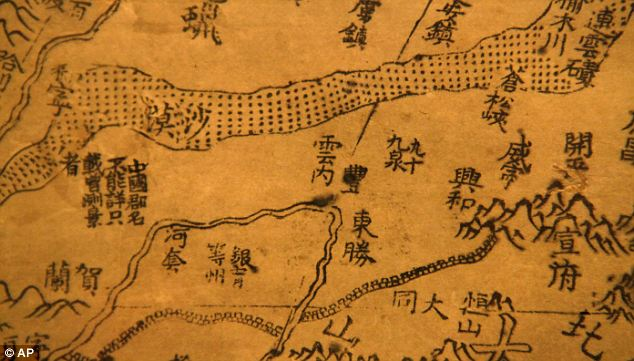
Mappa di Ricci del 1602 - dettaglio tratto dal pannello raffigurante la Cina
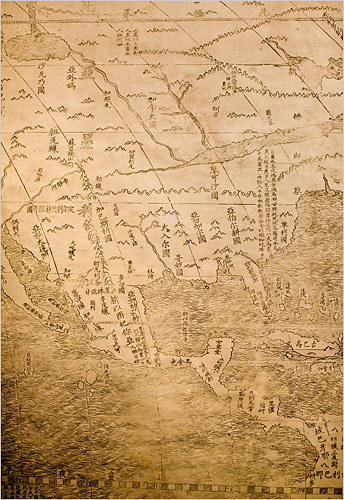
Mappa di Ricci del 1602 - dettaglio rappresentante l'America settentrionale e centrale
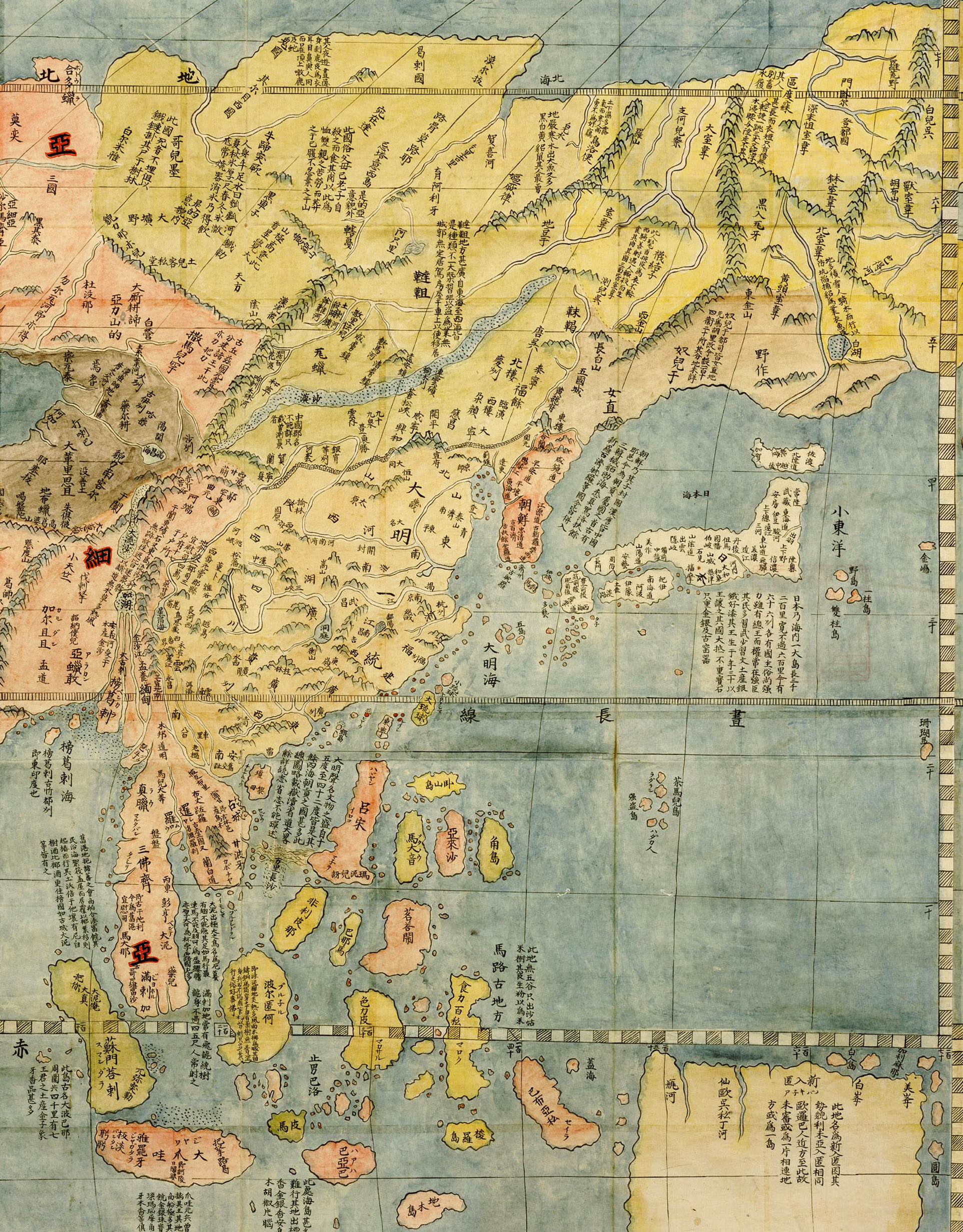
Particolare della Cina e dell'estremo Oriente, dalla copia del 1604